# A testőr (film, 1961)
Jodzsimbó (用心棒 Yōjimbō) egy 1961-es Kuroszava Akira(Hepburn:Kurosawa Akira) által rendezett szamuráj film. Tosiró Mifune(Toshiro Mifune) által ábrázolt rónin, történetét meséli el, aki egy olyan kisvárosba érkezik ahol az egymással versengő bandavezérek a hatalomért küzdenek. Mindkét vezér megpróbálja a jövevényt testőrként felbérelni.
A Jodzsimbó sikerességén alapulva megszületett Kuroszava következő alkotása, a Szandzsuro (Sanjuro, 1962) ahol megváltoztatták a főszereplő jellegét. Mindkét filmben a karakter inkább sötét, kissé megrongált kimonót visel, hordozva ugyanazt a családi mont. (Valószínűleg a hajdani szamuráj klán emblémáját, mielőtt a férfi róninná vált.)

## Történelmi háttér
A világháborúk következtében a japán militarista propaganda erősödött, s ezzel párhuzamosan egyre jelentősebbé váltak a jelent, az elmúlt korokon keresztül bíráló szamurájfilmek.  Kuroszava nem egyszer cenzurális okok miatt is kénytelen volt az aktuális helyett történelmi témát választani. Ezek a filmek azonban különböztek az átlagos szamurájfilmektől, a harcot nem dicsőséges akciónak ábrázolták, hanem rettenetes kényszerszerűségnek. A valóságos szamurájok nemcsak hűségből vállalták az önkéntes halált, hanem mert a csata után jutalmat várva a családjuk létfenntartását biztosították vele, tehát nem érdekelte őket, hogy jó vagy rossz ügyért szállnak-e harcba. Kuroszava mindig az embert állította előtérbe, a fő – és mellékszereplők emberi vonásait kiemelve sikerült ráébresztenie a nézőket (a történelem díszletében) a ma is aktuális problémákra.

## Cselekmény
|  | Alább a cselekmény részletei következnek! |

A Jodzsimbó (A testőr, 1961) című filmje egy gazdátlan szamurájt mutat be, aki mérhetetlen passzivitást mutat önnön életével szemben. Szandzsuro vándorlásai során egy olyan településre vetődik, amelynek lakóit nyomorban és rettegésben tartja a selyemkereskedő és szakékereskedő zsoldosainak háborúzása. Az értelmetlen mészárlás szimbólumaként egy kutya jelenik meg, egy levágott emberi kezet tartva a szájában.
Szandzsuro mesterien bánik a karddal, ezért mindkét fél testőrnek akarja felbérelni. A szamuráj egyik fél oldalára sem akar igazából állni, ezért eleinte láthatóan élvezettel figyeli a két háborúskodó fél összecsapásait anélkül, hogy beleavatkozna. A fekete humor eszközével a film képe az emberi magatartások negatívumait feltárni, amint ez megmutatkozik például a selyemkereskedő feleségének és a fiának a dialógusaiban. „Ha valaki egy embert öl meg az csak arra jó, hogy elhencegjen vele.” A testőr, mint megannyi Kuroszava film valóban az emberi természetről szól. A parasztok itt is a gyarló embereket ábrázolják, akik gyáván megbújnak és nem tesznek semmit a béke megteremtéséért.
„Két tábor rivalizál egymással, és mindkettő egyformán gonosz. Mindnyájan tudjuk milyen ez. Itt állunk, gyengén, közéjük szorulva, és lehetetlen két rossz közül választani. Én magamban mindig szerettem volna valahogy véget vetni ezeknek az értelmetlen csatározásoknak, melyekben gonoszok harcolnak gonoszok ellen, de hát mindnyájan többé-kevésbé gyengék vagyunk – én soha nem lennék erre képes. Ebben különbözik tőlünk a film hőse. Ő képes keményen a közepére állni, és véget vetni a harcnak.” – nyilatkozta Kuroszava Akira.
Szandzsuró megpróbálja a két tábort egymás ellen kijátszani, hogy egymás elpusztítása által teremtsenek békét, de tervei nem alakulnak úgy, ahogyan azt ő kigondolta. A revolveres alak feltűnésével az erőegyensúly átbillen a szakékereskedő felére. A döntő mozzanat Szandzsuro jelleme szempontjából emberségének megmutatása: noha látszólag a szamurájt nem érdekli semmi a pénzen kívül – amelyet a két háborúskodó féltől megszerezhet –, mégis úgy dönt, hogy segít egy családon. Megment egy nőt, akit a szakékereskedő kártyán nyert el annak eladósodott férjétől. A család a későbbiekben hálaként levelet ír, azonban az rossz kezekbe kerül. A levélben megfogalmazódó japán viselkedési normát, a túlzó hálálkodást kritizálja ezzel Kuroszava Akira, hiszen hősének majdnem az életébe kerül ez a teleírt papírlap. Több ponton megjelenik a kínzás, mint vallatási eszköz, mellyel Kuroszava Akira ismét csak saját korára reflektál. Szandzsurót többszörösen megverik fogva tartói, hisz nem árulja el, hová vitték az asszonyt, ugyanakkor a Szandzsurót szabadulása után bújtató és ápoló kocsmárost is kivallatják. Szandzsuro ezen a ponton határozza el magát, s dönt a tettlegesség mellett – határozott fellépése hozzásegíti a falu parasztjait és kézműveseit a békés élet lehetőségének megteremtésére, eztán pedig ahogy jött, úgy távozik – magányosan.
|  | Itt a vége a cselekmény részletezésének! |

## Fontosabb szereplők
- Tosiró Mifune, mint Kuvabatake Szandzsuró (桑畑 三十郎), a vándorló szamuráj és kardforgató mester.
- Ejdzsiró Tóno, mint Gondzsi (権爺), az izakaja (kocsma) tulaja és egyben Szandzsuró pártfogója.[1]